# 聖托納
圣托纳（德語：Heilige Totnan，？年—689年) 是一位公元7世纪出生、在今德国境内弗兰肯传教的爱尔兰传教士，他和圣基利安、圣柯尔曼在弗兰肯共同进行基督教的传播。689年，他与和他共事的另外两名传教士一同殉难于维尔茨堡。圣托纳的纪念日是每年的7月8日。
圣托纳死后成为维尔茨堡教区的守护神之一。